# ماهواره سینا
ماهواره سینا یا سینا-۱ نام ماهواره‌ای است که در ۶ آبان ماه سال ۱۳۸۴، پس از پرتاب موشک ماهواره بر کاسموس 3M ، با موفقیت در مدار اختصاصی ایران قرار داده شد.
سینا-۱ به سفارش وزارت علوم، تحقیقات و فناوری  در شرکت پالیوت در شهر اُمسک روسیه و با مشارکت صاایران ساخته شده بود.
قرار بود پس از سینا-۱، ماهواره دیگری به نام پارس(سینا ۲)، ساخته و پرتاب شود.

## کاربردهای ماهواره سینا
سنجش از دور ، دریافت ، ذخیره و ارسال داده‌های مخابراتی دو مأموریت ماهواره سینا می‌باشد که بخش سنجش از دور ، در موارد کشاورزی ، تشخیص پوشش زمین از نظر گیاهی ، تغییرات ژئولوژیک مانند سیل و آتشفشان و غیره کاربرد خواهد داشت. تبادل اطلاعات میان کاربران زمینی و ارائه سرویسهای پست الکترونیک و انتقال فایل نیز از جمله کاربردهای محموله مخابراتی سینا به شمار می‌رود.